# Жуё-Можга
Жуё-Можга — деревня в Вавожском районе Республики Удмуртии Российской Федерации.

## География
Располагается на реке Ува в 8 км севернее Вавожа.

## История
Основано в XVI веке народом рода Можга племенного союза Калмезь.
Законом Удмуртской Республики от 26 апреля 2021 года муниципальный район и все входившие в его состав сельского поселения, в том числе Вавожское через их объединение были преобразованы в муниципальный округ Вавожский район.

## Население
| 2010 | 2012 |
| ---- | ---- |
| 166  | ↘164 |

## Инфраструктура
В деревне функционируют:
- Детский сад
- Школа

Планируется, что вблизи деревни к 2014 году будет построена мусоросортировочная станция

## Транспорт
Автобусное сообщение с райцентром. Остановка общественного транспорта «Жуё-Можга». 